# Панна (спортивна гра)
Панна — це різновид вуличного футболу, у якому основною метою є прокинути м'яч між ніг суперника, що вважається більш значущим, ніж забитий гол. Гра поєднує технічні навички контролю м'яча, фінти, трюки та імпровізацію.

## Історія
Панна виникла в Амстердамі, серед емігрантів із Суринаму. Слово «панна» суринамською означає «зруйнувати». Цей вид гри розвивався як змагання у майстерності фінтів і трюків. Прокидання м'яча між ногами супротивника супроводжувалося вигуком «PANNA!» і вважалося особливим досягненням. Згодом панна стала популярною серед професійних футболістів і любителів, зокрема таких гравців, як Поль Погба, Неймар та Квінсі Промес.
Перше офіційне змагання з панни, Panna Knock Out, було організоване у 2001 році за участі Nike та футболіста Едгара Девідса.

## Правила гри
Гра проводиться переважно у форматі «1 на 1» або «2 на 2». Основні компоненти: прокинути м'яч між ногами суперника, забити гол. Майданчик зазвичай круглої форми з металевою огорожею, а ворота — малі за розмірами. Якщо м'яч прокинуто між ногами суперника, це вважається автоматичною перемогою. Гра забороняє фізичний контакт і пасивну гру (відсутність атак протягом 10 секунд). Тривалість гри зазвичай 3 хвилини. У разі нічиєї грається овертайм, або до «золотого» гола.

## Міжнародний розвиток
Міжнародна популярність панни зросла завдяки команді Street Kings, заснованій Едвардом Ван Гілсом та Ізі Хітманом із Нідерландів. Команда пропагує вуличний футбол у всьому світі.

## Панна в Україні
В Україні розвитком і популяризацією панни займається Ліга вуличного футболу України, яка була зареєстрована у 2005 році. Організація проводить турніри та сприяє популяризації здорового способу життя.